# ミヤマウイキョウ
ミヤマウイキョウ（深山茴香、学名： Tilingia tachiroei ）はセリ科シラネニンジン属の多年草。別名、イワウイキョウ、ヤマウイキョウ。高山植物。

## 特徴
茎は直立し、上部は分枝し、高さは10-30cmになる。根出葉には長い葉柄があり、葉は3-4回羽状に全裂し、終裂片は幅0.5-1mmと細く、先端は針状にとがる。茎につく葉は互生し、長さ5-10cmで、葉柄の基部が鞘状に膨らみ、茎を抱く。
花期は7-9月。茎頂か、分枝した先端に小型の複散形花序をつける。花は小さく、白色の5弁花で、花弁は内側に曲がる。複散形花序の下にある総苞片は線形で0-6個、小花序の下にある小総苞片は線形で数個ある。果実は長楕円形になり、分果の隆条は脈状でとがる。油管は分果の表面側の各背溝下に1個、分果が接しあう合生面に2個ある。
和名の由来は、葉が、セリ科ウイキョウ属のウイキョウ Foeniculum vulgare に似ていることによる。

## 分布と生育環境
日本では、北海道、本州中部地方以北、四国に分布し、亜高山帯から高山帯の草地、岩場などに生育する。世界では朝鮮、中国東北部に分布する。

## シノニム
- Ligusticum filisectum (Nakai et Kitag.) M.Hiroe
- Ligusticum tachiroei (Franch. et Sav.) M.Hiroe et Constance
- Rupiphila tachiroei (Franch. et Sav.) Pimenov et Lavrova
- Tilingia filisecta (Nakai et Kitag.) Nakai et Kitag.

## ギャラリー
- 花弁は内側に曲がる。
- 若い果実。
- 葉は3-4回羽状に全裂する。